# Серино
Серино (итал. Serino) — коммуна в Италии, располагается в регионе Кампания, в провинции Авеллино.
Население составляет 7307 человек (на 2004 г.), плотность населения составляет 135 чел./км². Занимает площадь 52 км². Почтовый индекс — 83028. Телефонный код — 0825.
Покровителем населённого пункта считается San Francesco. Праздник ежегодно празднуется 7 апреля.